# سرتنگ هیگون
سرتنگ هیگون، روستایی از توابع بخش مرکزی شهرستان کهگیلویه در استان کهگیلویه و بویراحمد ایران است.

## جمعیت
این روستا در دهستان دهدشت شرقی قرار دارد و براساس سرشماری مرکز آمار ایران در سال ۱۳۸۵، جمعیت آن حدود ۱۰۰ خانوار بوده‌است.

## روستاهای سرتنگ هیگون
شهرک اکبر آباد ، تنگ سپو ، ده رمضان ، ده شیری ، ده بردی ، ده پاکل ، ده صدرالله ، ده حاجی موری ، ده منصور ، انجیر سفید ، ده ابراهیم 